# Survivor Series (1990)
Survivor Series 1990 est le quatrième Survivor Series, pay-per-view annuel de catch produit par la World Wrestling Entertainment. Il s'est déroulé le jour de Thanksgiving, le 22 novembre 1990 au Hartford Civic Center de Hartford, Connecticut. The Undertaker a fait ses débuts à la WWE lors de ce pay par view.

## Résultats
- Dark match : Shane Douglas def. "Playboy" Buddy Rose
  - Douglas a effectué le tombé sur Rose avec un rollup
- (4 contre 4) Survivor Series match : The Ultimate Warriors (The Ultimate Warrior, The Legion of Doom (Hawk et Animal), et The Texas Tornado) def. The Perfect Team (Mr. Perfect et Demolition (Ax, Smash, et Crush)) (w/ Bobby Heenan et Mr. Fuji) (14:20)

| Élimination # | Catcheur                            | Équipe                                 | Éliminé par                         | Manière                             | Temps                               |
| ------------- | ----------------------------------- | -------------------------------------- | ----------------------------------- | ----------------------------------- | ----------------------------------- |
| 1             | Ax                                  | Perfect Team                           | The Ultimate Warrior                | Tombé après un Warrior Splash       | 3:23                                |
| 2             | Smash, Crush, and LOD               | The Ultimate Warriors and Perfect Team | Personne                            | Disqualification                    | 7:36                                |
| 3             | Texas Tornado                       | The Ultimate Warriors                  | Mr. Perfect                         | Tombé sur une Perfect Plex          | 11:02                               |
| 4             | Mr. Perfect                         | Perfect Team                           | The Ultimate Warrior                | Tombé après un Warrior Splash       | 14:20                               |
| Survivant :   | The Ultimate Warrior (The Warriors) | The Ultimate Warrior (The Warriors)    | The Ultimate Warrior (The Warriors) | The Ultimate Warrior (The Warriors) | The Ultimate Warrior (The Warriors) |
- (4 contre 4) Survivor Series match: The Million $ Team (Ted DiBiase, The Undertaker, et Rhythm & Blues (The Honky Tonk Man et Greg Valentine)) (w/Virgil, Jimmy Hart et Brother Love) def. The Dream Team (Dusty Rhodes, Koko B. Ware et The Hart Foundation (Bret Hart et Jim Neidhart)) (13:54)
  - C'était le début de l'Undertaker.

| Élimination # | Catcheur                     | Équipe                       | Éliminé par                  | Manière                                                         | Temps                        |
| ------------- | ---------------------------- | ---------------------------- | ---------------------------- | --------------------------------------------------------------- | ---------------------------- |
| 1             | Koko B. Ware                 | Dream Team                   | The Undertaker               | Tombé après un Tombstone Piledriver                             | 1:39                         |
| 2             | Honky Tonk Man               | Million $ Team               | Jim Neidhart                 | Tombé après un Powerslam                                        | 4:16                         |
| 3             | Jim Neidhart                 | Dream Team                   | Ted Dibiase                  | Tombé après de l'aide extérieure de Virgil                      | 5:49                         |
| 4             | Dusty Rhodes                 | Dream Team                   | The Undertaker               | Tombé après un Double axe handle de la deuxième corde           | 8:26                         |
| 5             | The Undertaker               | Million $ Team               | Personne                     | Décompte à l'extérieur après avoir été à la poursuite de Rhodes | 9:17                         |
| 6             | Greg Valentine               | Million $ Team               | Bret Hart                    | Figure four Leg lock contré en un petit paquet                  | 9:57                         |
| 7             | Bret Hart                    | Dream Team                   | Ted Dibiase                  | A renversé un flying bodypress                                  | 13:54                        |
| Survivant :   | Ted DiBiase (Million $ Team) | Ted DiBiase (Million $ Team) | Ted DiBiase (Million $ Team) | Ted DiBiase (Million $ Team)                                    | Ted DiBiase (Million $ Team) |
- (4 contre 4) Survivor Series match: The Visionaries (Rick Martel, The Warlord, Power and Glory (Hercules et Paul Roma)) (w/ Slick) def. The Vipers (Jake Roberts, Jimmy Snuka et The Rockers (Shawn Michaels & Marty Jannetty)) (17:42)

| Élimination # | Catcheur                                               | Équipe                                                 | Éliminé par                                            | Manière                                                | Temps                                                  |
| ------------- | ------------------------------------------------------ | ------------------------------------------------------ | ------------------------------------------------------ | ------------------------------------------------------ | ------------------------------------------------------ |
| 1             | Marty Jannetty                                         | The Vipers                                             | The Warlord                                            | Tombé après un Powerslam                               | 5:03                                                   |
| 2             | Jimmy Snuka                                            | The Vipers                                             | Rick Martel                                            | Tombé sur un Inside cradle                             | 9:28                                                   |
| 3             | Shawn Michaels                                         | The Vipers                                             | Paul Roma                                              | Tombé après une Suplex du haut de la troisième corde   | 15:40                                                  |
| 4             | Jake Roberts                                           | The Vipers                                             | Rick Martel                                            | Décompte à l'extérieur                                 | 17:42                                                  |
| Survivants :  | Martel, The Warlord, Roma & Hercules (The Visionaries) | Martel, The Warlord, Roma & Hercules (The Visionaries) | Martel, The Warlord, Roma & Hercules (The Visionaries) | Martel, The Warlord, Roma & Hercules (The Visionaries) | Martel, The Warlord, Roma & Hercules (The Visionaries) |
- (4 contre 4) Survivor Series match: The Hulkamaniacs (Hulk Hogan, Jim Duggan, The Big Boss Man et Tugboat) def. The Natural Disasters (Earthquake, Haku, Dino Bravo et The Barbarian) (w/ Jimmy Hart et Bobby Heenan) (14:49)

| Élimination # | Catcheur                 | Équipe                              | Éliminé par              | Manière                       | Temps                    |
| ------------- | ------------------------ | ----------------------------------- | ------------------------ | ----------------------------- | ------------------------ |
| 1             | Haku                     | The Natural Disasters               | Big Boss Man             | Tombé après un Boss Man Slam  | 3:15                     |
| 2             | Jim Duggan               | Hulkmaniacs                         | Personne                 | Disqualification              | 6:12                     |
| 3             | Dino Bravo               | The Natural Disasters               | Hulk Hogan               | Tombé avec un petit paquet    | 7:59                     |
| 4             | Big Boss Man             | Hulkmaniacs                         | Earthquake               | Tombé après un Elbow drop     | 9:08                     |
| 5             | Tugboat & Earthquake     | Hulkmaniacs & The Natural Disasters | Personne                 | Double décompte à l'extérieur | 11:33                    |
| 6             | The Barbarian            | The Natural Disasters               | Hogan                    | Tombé après un Leg drop       | 14:49                    |
| Survivant :   | Hulk Hogan (Hulkmaniacs) | Hulk Hogan (Hulkmaniacs)            | Hulk Hogan (Hulkmaniacs) | Hulk Hogan (Hulkmaniacs)      | Hulk Hogan (Hulkmaniacs) |
- (4 contre 4) Survivor Series match: The Alliance (Nikolai Volkoff, Tito Santana et The Bushwhackers (Luke Williams et Butch Miller) def. The Mercenaries (Sgt. Slaughter, Boris Zhukov et The Orient Express (Sato et Tanaka)) (w/ Mr. Fuji et General Adnan) (10:52)

| Élimination # | Catcheur                    | Équipe                      | Éliminé par                 | Manière                                          | Temps                       |
| ------------- | --------------------------- | --------------------------- | --------------------------- | ------------------------------------------------ | --------------------------- |
| 1             | Boris Zhukov                | The Mercenaries             | Tito Santana                | Tombé après une Flying Forearm                   | 0:48                        |
| 2             | Sato                        | The Mercenaries             | Butch                       | Tombé après un Battering Ram                     | 1:46                        |
| 3             | Tanaka                      | The Mercenaries             | Tito Santana                | Tombé après une Flying Forearm                   | 2:13                        |
| 4             | Nikolai Volkoff             | The Alliance                | Sgt. Slaughter              | Tombé après une Clothesline                      | 5:25                        |
| 5             | Luke                        | The Alliance                | Sgt. Slaughter              | Tombé après une Clothesline                      | 6:30                        |
| 6             | Butch                       | The Alliance                | Sgt. Slaughter              | Tombé après un Stomach breaker                   | 6:53                        |
| 7             | Sgt. Slaughter              | The Mercenaries             | Personne                    | Disqualification après une intervention de Adnan | 10:52                       |
| Survivant :   | Tito Santana (The Alliance) | Tito Santana (The Alliance) | Tito Santana (The Alliance) | Tito Santana (The Alliance)                      | Tito Santana (The Alliance) |
- Match Final du Survivant : The Babyface Team Hulk Hogan, The Ultimate Warrior et Tito Santana def. The Heel Team Ted DiBiase, Rick Martel, Warlord, Power and Glory (Hercules et Paul Roma) (w/ Virgil et Slick)(9:07)
  - C'était un SS match comprenant les survivants des matchs précédents.

| Élimination # | Catcheur                      | Équipe                        | Éliminé par                   | Manière                        | Temps                         |
| ------------- | ----------------------------- | ----------------------------- | ----------------------------- | ------------------------------ | ----------------------------- |
| 1             | The Warlord                   | The Heel Team                 | Tito Santana                  | Tombé après une Flying Forearm | 0:28                          |
| 2             | Tito Santana                  | The Babyface Team             | Ted Dibiase                   | Tombé après un Slingshot       | 1:51                          |
| 3             | Paul Roma                     | The Heel Team                 | Hogan                         | Tombé après une Clothesline    | 5:57                          |
| 4             | Rick Martel                   | The Heel Team                 | Personne                      | Décompte à l'extérieur         | 7:17                          |
| 5             | Ted Dibiase                   | The Heel Team                 | Hogan                         | Tombé après un Leg drop        | 8:30                          |
| 6             | Hercules                      | The Heel Team                 | Ultimate Warrior              | Tombé après un Warrior Splash  | 9:07                          |
| Survivants :  | Hulk Hogan & Ultimate Warrior | Hulk Hogan & Ultimate Warrior | Hulk Hogan & Ultimate Warrior | Hulk Hogan & Ultimate Warrior  | Hulk Hogan & Ultimate Warrior |